# Savski Marof
Savski Marof – wieś w Chorwacji, w żupanii zagrzebskiej, w gminie Brdovec. W 2011 roku liczyła 29 mieszkańców.

## Charakterystyka
Leży na wysokości 136 m n.p.m., 6 km na północny zachód od Zaprešicia. Przez Savski Marof przebiega linia kolejowa z Zagrzebia do słoweńskiej Lublany.
Miejscowa gospodarka opiera się na rolnictwie oraz przemyśle farmaceutycznym (zakłady Plivy) i spożywczym.